# Eggingen
Eggingen ist eine Gemeinde im baden-württembergischen Landkreis Waldshut in Deutschland.

## Geographie

### Lage
Die Gemeinde Eggingen liegt zwischen Südschwarzwald und Klettgau direkt an der Grenze zum Schweizer Kanton Schaffhausen auf 430 bis 680 Meter Meereshöhe.
Untereggingen liegt an der Wutach, einem Nebenfluss des Rheins.
Obereggingen liegt in einem Seitental der Wutach.

### Gemeindegliederung
Die Gemeinde Eggingen besteht aus den ehemaligen Gemeinden Obereggingen und Untereggingen. Zur ehemaligen Gemeinde Obereggingen gehört das Dorf Obereggingen. Zur ehemaligen Gemeinde Untereggingen gehören das Dorf Untereggingen, die Siedlung Schönbrunnen und die Häuser Grafenwiesen, Greutwiesen und Im Heidelbach.

### Nachbarorte
- Ofteringen (Gemeinde Wutöschingen)
- Unter- und Obermettingen (Gemeinde Ühlingen-Birkendorf)
- Mauchen und Eberfingen (beide Stadt Stühlingen)
- Weiler Wunderklingen der Schweizer Gemeinde Hallau (Kanton Schaffhausen)

## Geschichte

### Frühe Geschichte
Eggingen wurde im Jahre 1071 erstmals in einer Urkunde Heinrichs IV. erwähnt. Besiedelt wurde das Gemeindegebiet schon vor 4800 Jahren (Hockergräber). In römischer Zeit befanden sich hier das Römerlager Untereggingen, ein frührömisches Militärlager und ein römischer Gutshof im Ehrental. Auf der Burghalde befand sich eine Burg, deren Reste, die Ruine Untereggingen ist von der Luft aus noch erkennbar sie sind 75 Meter lang und 25 Meter breit. Vom Bergfried aus war es gut möglich, das Wutachtal zu überwachen. Die Sicht auf die Küssaburg war frei. Mit den Steinen der Burgruine wurden viele Häuser gebaut, nicht nur den Winterweg entlang, sondern auch in der Waldshuter Straße. Die alte Kapelle stand auf einem Felsvorsprung und wurde im Jahr 1454 gebaut und geweiht. Diese war mit dem Turm nach Osten ausgerichtet. Sie stand fast 500 Jahre als sie im Jahr 1911 durch ein Erdbeben baufällig wurde. 1913 wurde die Kapelle abgerissen und etwa zehn Jahre später die heutige Kapelle gebaut. Das Kreuz der alten Kapelle befindet sich restauriert in der heutigen Kapelle.

### Eingemeindungen
Die heutige Gemeinde wurde am 1. Dezember 1971 durch die Vereinigung der Gemeinden Obereggingen und Untereggingen gebildet.

## Politik

### Verwaltungsgemeinschaft
Eggingen hat sich mit der benachbarten Gemeinde Wutöschingen zu einer Vereinbarten Verwaltungsgemeinschaft zusammengeschlossen.

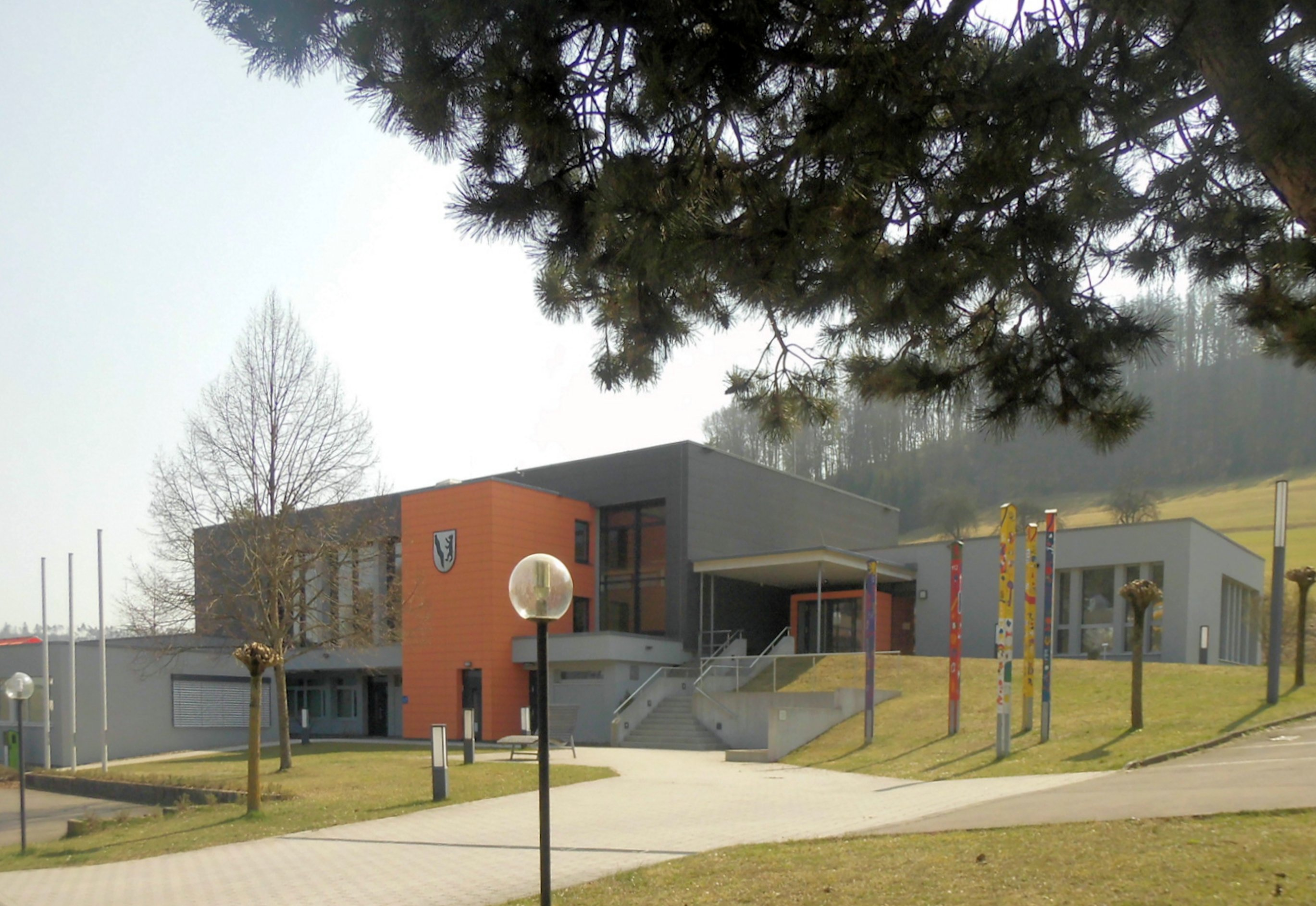
Rathaus Eggingen

### Gemeinderat
Der Gemeinderat in Eggingen besteht aus den 10 ehrenamtlichen Gemeinderäten und dem Bürgermeister als Vorsitzendem. Der Bürgermeister ist im Gemeinderat stimmberechtigt. Bei der Kommunalwahl am 9. Juni 2024 wurde der Gemeinderat durch Mehrheitswahl gewählt. Mehrheitswahl findet statt, wenn kein oder nur ein Wahlvorschlag eingereicht wurde. Die Bewerber mit den höchsten Stimmenzahlen sind dann gewählt. Die Wahlbeteiligung betrug 66,40 (2019: 64,76 %).

### Bürgermeister
Der Bürgermeister von Eggingen ist Karlheinz Gantert.

### Wappen
| Wappen der Gemeinde Eggingen | Blasonierung: „In gespaltenem Schild vorn in Silber (Weiß) ein blauer Wellenschrägbalken, hinten in Rot ein aufgerichteter goldener (gelber) Bär.“ |
| Wappen der Gemeinde Eggingen | Wappenbegründung: Die Gemeinden Ober- und Untereggingen wurden am 1. Dezember 1971 zur Gemeinde Eggingen zusammengeschlossen. Dieser Zusammenschluss wird im am 21. September 1972 durch das Innenministerium verliehene Wappen der neu gebildeten Gemeinde durch Kombination der bisherigen, im Jahre 1907 angenommenen Wappen der beiden Ortsteile dokumentiert. Der Wellenschrägbalken entstammt dem Unteregginger Wappen, wo er die Lage der Gemeinde im Wutachtal symbolisiert. Den Bären enthält das Wappen von Obereggingen, dessen Kirche dem Heiligen Gallus geweiht ist und von St. Galler Mönchen gegründet sein soll. Das Kloster führt den Bären als Attribut des Heiligen Gallus im Wappen. Während die Tingierung des vorderen Feldes dem Unteregginger Wappen entspricht, wurde die Tingierung des Feldes mit dem Bären zur Vermeidung eines heraldischen Farbverstoßes geändert. |

Wappen der früheren Gemeinden

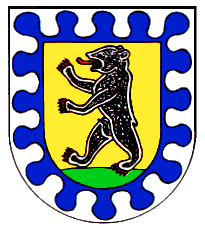
Obereggingen
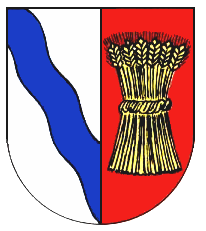
Untereggingen

## Kultur und Sehenswürdigkeiten

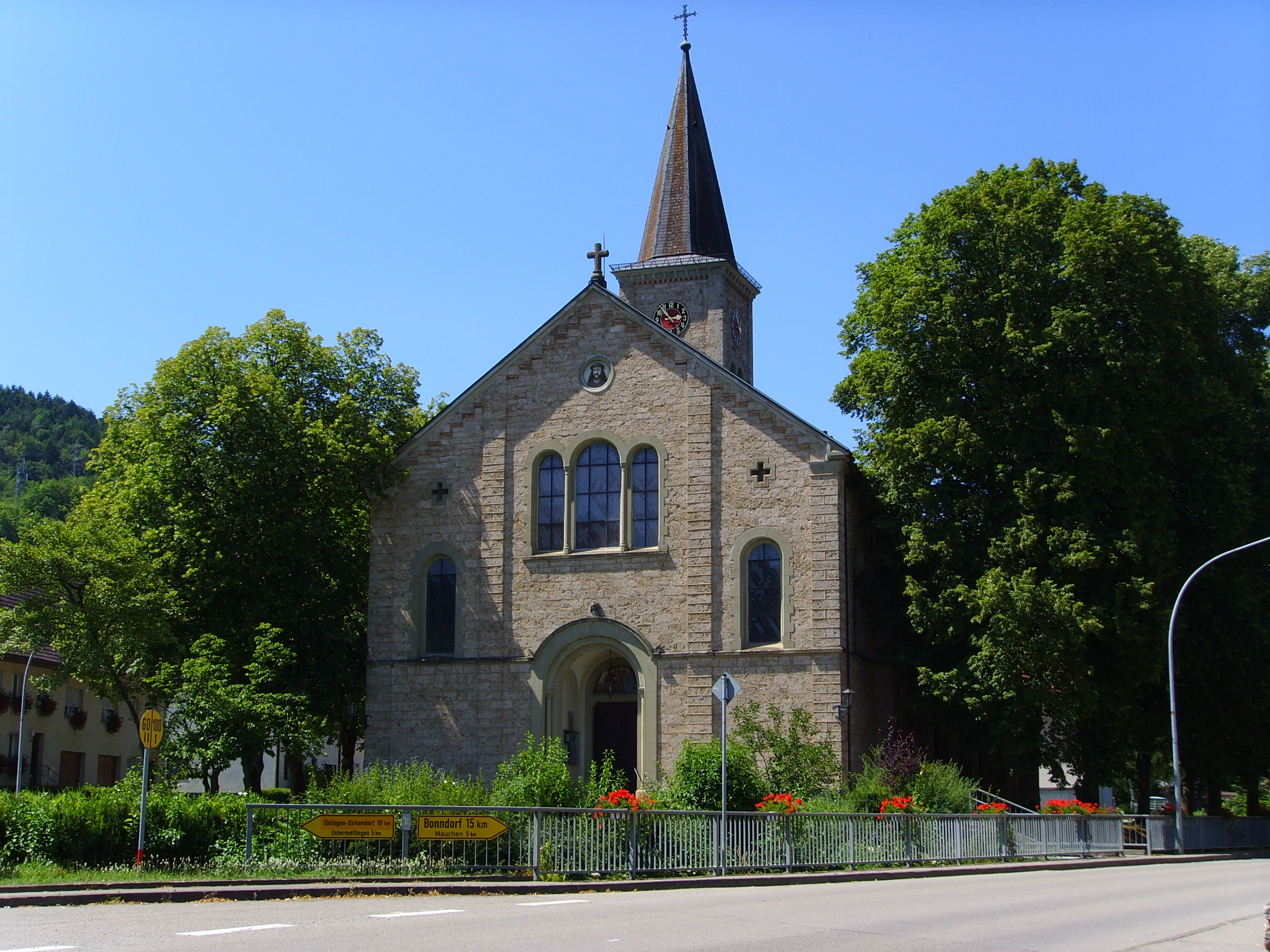
Kirche von Eggingen

### Bauwerke
In Obereggingen befindet sich die katholische Pfarrkirche St. Gallus. Zur Grundsteinlegung im Mai 1868 hielt Heinrich Hansjakob die Predigt. 1869 wurde die Kirche fertig gestellt und eingeweiht. 1982 erfolgte eine Innenrenovierung. Der Vorgängerbau und das Pfarrhaus waren bei dem Großen Dorfbrand von 1854 zerstört worden. Die Orgel der Kirche ist ein original erhaltenes Instrument der Überlinger Firma Schwarz aus dem Jahr 1904.

## Wirtschaft und Infrastruktur

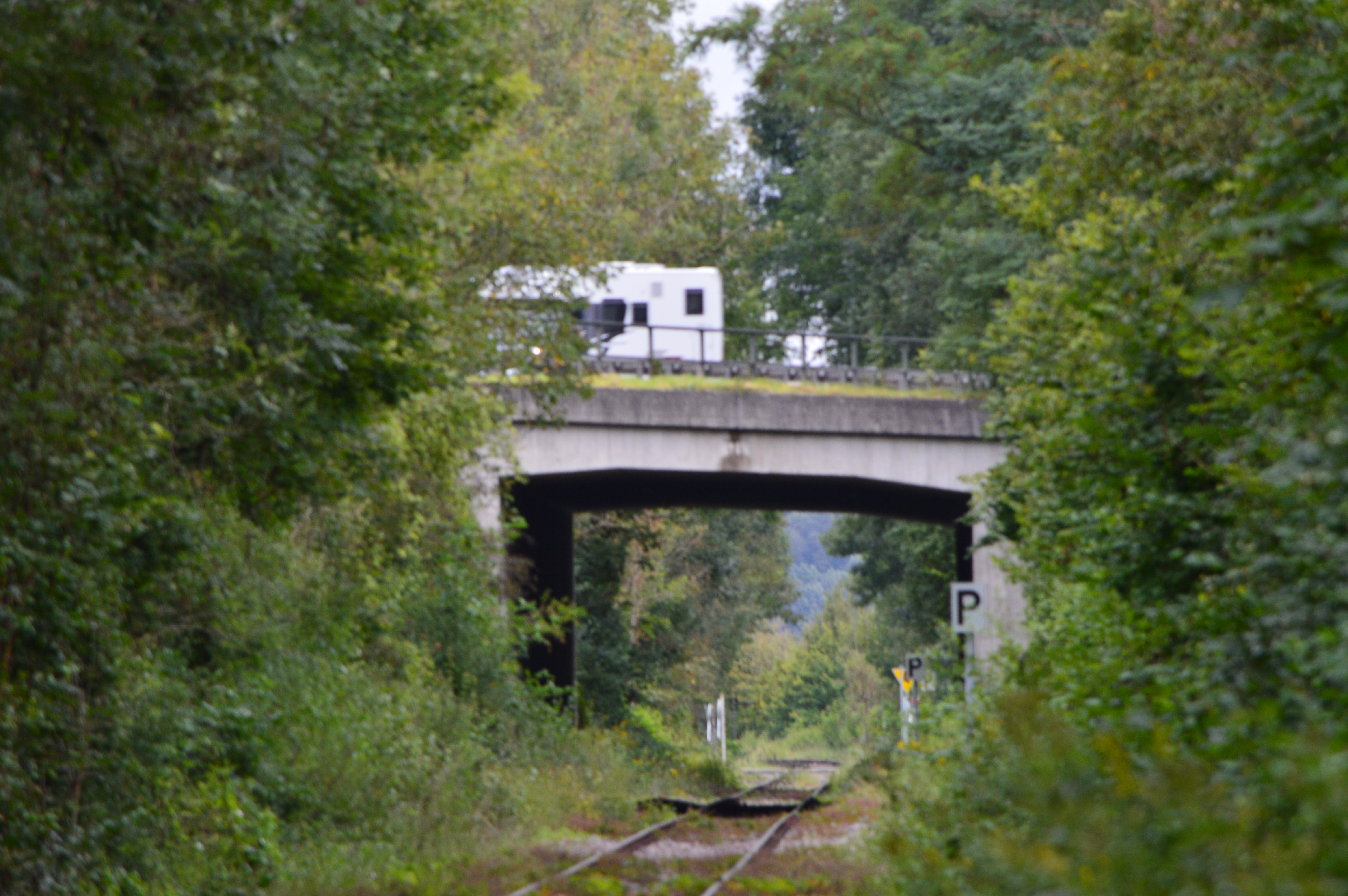
Unterführung im südlichen Teil Eggingens

### Verkehr
Durch den Ortsteil Untereggingen verläuft die bekannte Wutachtalbahn, auf der es Zubringerverkehre zur Museumsbahn nach Weizen gibt. Seit dem 15. Dezember 2014 verkehrt zudem eine Regionalbahn einmal täglich kurz nach 13 Uhr von Waldshut nach Eggingen, der vor allem für Schüler gedacht ist.
Durch Eggingen verlaufen die folgenden Landes-Radfernwege: 
- Der Südschwarzwald-Radweg führt als Rundweg von Hinterzarten über Waldshut-Tiengen, Basel und Freiburg rund um den Naturpark Südschwarzwald. Er verläuft dabei von Bonndorf im Schwarzwald zur Wutach und an ihr entlang über Stühlingen und den Stühlinger Ortsteil Eberfingen nach Eggingen. Weiter führt er über Ofteringen, Degernau, Wutöschingen, Lauchringen und Tiengen nach Waldshut.
- Auf derselben Trasse durch das Wutachtal verläuft der Schwarzwald-Panorama-Radweg. Er führt von Pforzheim, Freudenstadt und Titisee-Neustadt nach Waldshut-Tiengen.

Eggingen liegt an der Bundesstraße 314, die die Hochrheinautobahn Bundesautobahn 98 im Westen mit der Bundesautobahn 81 (Anschlussstelle Hilzingen) im Osten verbindet.

### Medien
In Eggingen ist die Monopolzeitung Südkurier mit ihrem Ableger Alb-Bote vertreten. Dazu kommen die Anzeigenblätter „WOM“ und „Anzeiger Hochrhein“.

## Persönlichkeiten
- Ferdinand Hasenfratz (* 7. Juli 1858 in Untereggingen; † 1. Mai 1943), Heimatdichter
- Friedrich Haas (* 13. Juli 1896 in Untereggingen; † 8. Mai 1988 in München), Jurist und Politiker (CDU), Senator in Berlin
- Anton Hilbert (* 24. Dezember 1898 in Untereggingen; † 16. Februar 1986 in Stühlingen), Politiker (CDU), Landtags- und Bundestagsabgeordneter
- Karl Raatz (* 13. Dezember 1930 in Kolberg; † 5. Februar 2020 in Eggingen) mehrfacher Europameister im Schiffsmodellbau[8]